# Chacina de Palmácia
A chacina de Palmácia, na cidade de Palmácia, Ceará, foi um assassínio em massa ocorrido na madrugada do dia 13 de julho de 2018. No total, cinco pessoas foram amarradas e assassinadas e uma conseguiu escapar, sendo essa considerada a maior já registrada na região do Maciço de Baturité. Os crimes ocorreram na localidade de Cafundó, situada em uma zona de grande altitude e de difícil acesso. Durante a ação os criminosos renderam as vítimas e amarraram, sendo estas golpeadas com foices e depois mortas com disparos. Os corpos foram encontrados em um matagal, com mãos atadas nas costas, além de marcas de tiros na cabeça. 

## Motivações
Segundo fontes ouvidas por jornais estaduais e, três das vítimas seriam da mesma família, sendo um pai e dois filhos. Inicialmente, o Secretário de Segurança Pública e Defesa Social do Ceará (SSPDS-CE), o delegado André Costa, afirmou que o crime pode estar relacionado a roubo de gado, mas policia trabalha com outras linhas investigação, uma vez que as vítimas eram agricultores e não tinham antecedentes criminais . A chacina de Palmácia foi a sexta registrada no ano no Ceará. 

## Investigações
A Polícia Civil do Ceará, em conjunto com a Polícia Militar, intensificou as investigações e as buscas pelos criminosos no mesmo dia do ocorrido, objetivando dar uma resposta aos munícipes e à sociedade, devido à grande repercussão da Chacina de Palmácia na imprensa nacional. 
Os Delegados Joel Morais da Delegacia Regional de Baturité e Ciro Augusto da DHPP lideraram as buscas e ainda na noite de 13 de julho de 2018 prenderam 04 (quatro) autores da chacina, sendo uma mulher em Palmácia e três homens em Bom Jardim, Fortaleza-CE.

## Lista de mortos
A chacina vitimou 5 pessoas e a sexta que seria morta conseguiu escapar. Todas as vítimas eram do sexo masculino.
- Antônio Barbosa Sousa, de 56 anos;
- Paulo Sérgio dos Santos da Silva, de 30 anos – filho de Antônio Barbosa Sousa -;
- Francisco Antônio Pereira de Abreu, de 43 anos;
- José Roniely Costa Pereira, de 25 anos
- José Edson Ferreira dos Santos, que não teve idade divulgada.